# Kaliopi
Kaliopi Buklevska (makedonsky Калиопи Буклеска, arumunsky Caliopi Buclevska), profesionálně známá jako Kaliopi (* 28. prosince 1966 Kičevo, SR Makedonie, Socialistická federativní republika Jugoslávie, dnešní Severní Makedonie) je severomakedonská zpěvačka-skladatelka.

## Biografie

### Mládí, začátky: Zlatno Slavejče
Zájem o hudbu projevila již v raném věku. V roce 1976 vystoupila na makedonském dětském festivale Zlatno Slavejče (Златно Славејче), který vyhrála s písní „Mojata učitelka“ (Мојата учителка). Později se vydala na turné se sborem Zapra Zaprova „Razvigorče“, se kterým v letech 1978 a 1980 koncertovala v Československu, Slovinsku a Rakousku. Poté se připojila ke třídě Mariji Nikolovské, kde čtyři roky studovala sólový zpěv. Ve studiu pokračovala na hudební akademii ve třídě Blagoji Nikolovski. V roce 1984 soutěžila v jugoslávské sólové pěvecké soutěži, kde se umístila na třetím místě.

### Kapela Kaliopi aRodjeni
V roce 1984 založilа spolu se skladatelem Romeo Gril kapelu Kaliopi a na žádost makedonského rozhlasu nahrávali své první dvě písně „Tomi“ (Томи) a „Nemoj da me budiš“ (Немој да ме будиш). Kapela získala cenu za nejlepší interpretaci písně „Leo“ (Лео) na festivale Opatija (Опатија) a ocenění od hlasujících novinářů Jugoslávie. V roce 1986 skupina vydala stejnojmenné debutové album s vydavatelstvím ZKP RTLJ. Ve stejném roce se skupina zúčastnila festivalu Split, kde získala ocenění za Nejlepší umělecký debut za jejich píseň „Da more zna“.
V roce 1987 kapela vydala druhé album Rodjeni (Родјени), které bylo nahráno v Záhřebu a obsahuje hit „Bato“ (Бато), který zaznamenal velký úspěch. Skupina byla na hudební scéně velmi aktivní, vystupovala na festivalech, nahrávala televizní speciály pro TV Záhřeb, TV Bělehrad, TV Sarajevo a TV Titograd, vystupovala na koncertních turné, které zahrnovalo vystoupení v Sovětském svazu. Na vrcholu popularity kapely se s Romeo Gril přestěhovala do Švýcarska.
Po delší nepřítomnosti na hudební scéně a následném rozpadu Jugoslávie byla kapela oficiálně rozpuštěna.

### Sólový comeback,Oboi meaAko denot mi e nokj
Po rozpuštění kapely se v Makedonii vrátila na hudební scénu jako sólová umělkyně a zúčastnila se Skopje Festu 1996, národního výběru pro Eurovision Song Contest 1996. S písní „Samo ti“ (Само ти) získala první místo od poroty i publika a obdržela právo být prvním zástupcem Makedonie na Eurovision Song Contest. Nicméně se v roce 1996 na soutěži objevil příliv nových účastníků a v předvýběru byla Makedonie ze soutěže vyřazena. Kaliopi později soutěžila ve Skopje Festu 1998, ale podařilo se jí s písní „Ne zaboravaj“ (Не заборавај) získat až deváté místo.
Opět se začala prosazovat na makedonské hudební scéně, když skládala písně pro jiné umělce a v prosinci 1999 vydala své sólové debutové album Oboi me. Album si získalo podporu ve speciálním televizním vysílání veřejnoprávní Makedonska radio televizija (MRT), singly vydanými pro písně „Oboi me“ a „Daj da pijam“ a propagačním turné v létě 2000. Album bylo do roku 2012 poslední spolupráci s bývalým členem kapely Romeo Gril. V roce 2000 založila vlastní nahrávací společnost Kaliopi Music Production, který se zabývá výhradně vydáváním nahrávek a materiálu v Makedonii.
V lednu 2001 oznámila vydání nového alba a nové spolupráce s producentem Darkem Dimitrovem. Pilotní skladba „Ako denot mi e nokj“ (Ако денот ми е ноќ) byl prvním vydaným singlem. Následně byly vydány písně „Na pat do Makedonija“ (На пат до Македонија), „Dali me sakaš“ (Дали ме сакаш), „Mesecina“ (Месечина) a „Za samo eden den“ (За само еден ден). Album bylo podporováno prostřednictvím televizního dokumentu nezvaného Znovu Kaliopi (Повторно Калиопи) ve veřejnoprávní Makedonska radio televizija (MRT), akustickým koncertem ve starověkém amfiteátru Heraclea Lyncestis v Bitole a koncertním turné „Na pat do Makedonija“ (На пат до Македонија), které bylo zahájeno v listopadu 2001 a zahrnovalo jedenáct koncertních dnů napříč Makedonií.
Dne 16. února 2002 se jako skladatelka a vokalistka zúčastnila festivalu Skopje Fest 2002 s písní „Pesna za nas“ (Песна за нас), se kterou vystoupil Gorgi Krstevski. Píseň se umístila v soutěži na 5. místě. V červenci 2002 vydala singl „Najmila“ (Најмила), který byl jednou ze dvou nových písní uvedených na říjnovém vydání živého alba Najmila – Kaliopi Live and Unreleased (Најмила – Калиопи, Live and Unreleased). Další písní byla „Zasluzena zemja“ (Заслужена земја), který byla druhým singlem.

### 2011–2013: Eurovision Song Contest a Melem
Dne 19. listopadu 2011 byla Kaliopi interně vybrána makedonskou veřejnoprávní televizí MRT na post reprezentanta Makedonie na 57. Eurovision Song Contest v roce 2012. Soutěžní píseň „Crno i belo“ (Црно и бело) napsal Romeo Grill. Kromě makedonské verze singlu nazpívala také propagační verzi v angličtině pod názvem Black and White. Premiéra kompozice se uskutečnila 29. února během pořadu Evrosong 2012: Kaliopi za Makedonija.
Kaliopi vystoupila s druhým startovním číslem ve druhém semifinále, který se konal dne 24. května. Získala celkem 53 bodů a postoupila z 9. místa, a získala možnost účasti ve finále, které se konalo v sobotu 26. května. Kaliopi zazpívala jako 22. v pořadí a získala celkem 71 bodů, což stačilo ve finále na 13. místo.
V roce 2013 mělo premiéru další studiové album s názvem Melem, ze kterého byl vydán promo singl „Lokomotiva“. Po vydání alba se zpěvačka vydala na turné a v lednu příštího roku zasedla do poroty ve finále pořadu Site nasi pesni.

### 2016: Eurovision Song Contest
Na konci listopadu 2015 veřejnoprávní televize Makedonska radio televizija oznámila, že Kaliopi bude reprezentovat Severní Makedonii na 61. Eurovision Song Contest ve Stockholmu v květnu 2016 s písní „Dona“. Kompozice byla zveřejněna 7. března 2016. Kaliopi vystoupila s písní 12. května 2016 ve druhém semifinále, a do finále se nekvalifikovala.